# 櫻美雪
櫻美雪（日语：櫻美雪，1992年10月1日—），日本AV女優。所屬事務所是LIGHT。

## 個人簡歷
出身於岐阜縣。
2016年4月以成人影片製造商本中的專屬女優身分出道。
2017年11月1日於官方Twitter上宣布將於12月自AV女優引退（其他工作會繼續）。獲選為2017年度ぴんくりんく最優秀新人女優賞。被提名為DMM成人獎的2017新人賞。
2018年1月24日於Niconico直播的『カジチャンネル』中決定將藝名改為「美雪菜菜子（みゆき菜々子，みゆき ななこ）」。所屬事務所移到T-POWERS並重新開始AV女優活動。新的Twitter也建立。
2019年1月1日在Twitter上宣布將事務所移到LIGHT並將藝名改為「さくらみゆき」。
2020年8月1日在Twitter上宣布將藝名改為「櫻美雪」。

## 外部連結
- さくらみゆき Official Blog （页面存档备份，存于）（2016年3月26日 - 2017年5月18日）
- さくらみゆき的X（前Twitter）（2018年1月24日 - ）
- みゆき菜々子（さくらみゆき）的Instagram帳戶